# Komet Hartley 2
Komet Hartley 2 ali 103P/Hartley je periodični komet z obhodno dobo okoli 6,5 let.
.
 Komet pripada Jupitrovi družini kometov . 

## Odkritje[3]
Komet je odkril 15. marca 1986 avstralski astronom Malcolm Hartley na Observatoriju Siding Spring v Avstraliji s pomočjo Schmidtovega teleskopa.

## Lastnosti
Premer kometa je 1,6 km .
V letu 1982 se je močno približal Jupitru. Pričakujejo, da se nam bo v letu 2010 zelo približal. Takrat bi naj bil viden tudi s prostim očesom. Po predvidevanjih bi lahko imel magnitudo okoli 4 .
Komet Hartley 2 je tudi eden izmed ciljev misije Deep Impact. Kometu naj bi se vesoljska sonda približala 11. oktobra 2010 v okviru misije EPOXI.